# Imagine: John Lennon (саундтрек)
Imagine: John Lennon («Представь себе: Джон Леннон») — альбом-саундтрек к одноимённому документальному фильму 1988 года, выпущенный в том же году. В альбом вошли популярные песни Джона Леннона, о жизни которого и снят фильм. Первоначально изданный как двойной альбом, в настоящее время альбом доступен в издании на одном CD-диске.

## Об альбоме
Объединяя вместе два периода творческой жизни Леннона — во время его участия в группе The Beatles и в его дальнейшей сольной карьере (подобно тому, как это было ранее отображено в сборнике Джорджа Харрисона, The Best of George Harrison), — фильм Imagine: John Lennon является коллекцией многих ярких музыкальных достижений Леннона. Кроме того, в фильме представлены и некоторые невыпущенные записи: акустическая демозапись песни Real Love, сделанная в 1979 (отличающаяся от той, которая в итоге была доработана остальными «битлами» и выпущена в 1996 на Anthology 2), или репетиционная запись песни Imagine, сделанная в середине 1971, до записи окончательной знаменитой версии песни. В саундтрек также вошла (впервые вместе со вступлением; без плавного перехода от предыдущей песни, как она звучит в альбоме Sgt. Pepper's Lonely Hearts Club Band) версия песни «A Day in the Life», позднее выпущенная при переиздании на CD сборника The Beatles 1967-1970 в 1993.
Фильм Imagine: John Lennon был хорошо принят публикой. Альбом с саундтреком к фильму хорошо продавался в США, достигнув в американском чарте 31-го места; в чарте альбомов Великобритании альбом поднялся до 64-го места.
Проект выпуска фильма был осуществлён весьма своевременно и сыграл свою роль в дискредитации выпущенной в том же году книги Альберта Голдмана The Lives of John Lennon, противоречивой и пытавшейся умалить репутацию Леннона, которая была воспринята как полная выдумок многими, включая Йоко Оно и близких друзей Леннона, а также остальными «битлами».

## Список композиций
Автор всех песен — Джон Леннон, кроме указанных особо.
Продюсеры треков:
- Треки 2-10 — Джордж Мартин.
- Трек 11 — Джон Леннон и Йоко Оно.
- Треки 12-14, 17, 21 — Джон Леннон, Йоко Оно и Фил Спектор.
- Трек 15 — Йоко Оно.
- Трек 16 — Джон Леннон.
- Треки 18-20 — Джон Леннон, Йоко Оно и Jack Douglas.

| №   | Название                      | Автор(ы)                              | Дата и выпуск, на котором первоначально выпущена песня                                                                                        | Длительность |
| --- | ----------------------------- | ------------------------------------- | --- | ------------ |
| 1.  | «Real Love»                   |                                       | октябрь 1979; демозапись | 2:48         |
| 2.  | «Twist and Shout»             | Medley/Russell                        | 1963; альбом Please Please Me (The Beatles)                                                                                                   | 2:33         |
| 3.  | «Help!»                       | Леннон — Маккартни                    | 1965; альбом Help! (The Beatles) | 2:18         |
| 4.  | «In My Life»                  | Леннон — Маккартни                    | 1965; Rubber Soul (The Beatles) | 2:25         |
| 5.  | «Strawberry Fields Forever»   | Леннон — Маккартни                    | 1967; сингл, затем альбом Magical Mystery Tour (The Beatles)                                                                                  | 4:07         |
| 6.  | «A Day in the Life»           | Леннон — Маккартни                    | 1967; альбом Sgt. Pepper's Lonely Hearts Club Band (The Beatles)                                                                              | 5:06         |
| 7.  | «Revolution»                  | Леннон — Маккартни                    | 1968; би-сайд сингла «Hey Jude» (The Beatles)                                                                                                 | 3:24         |
| 8.  | «The Ballad of John and Yoko» | Леннон — Маккартни                    | 1969; сингл (The Beatles) | 2:58         |
| 9.  | «Julia»                       | Леннон — Маккартни                    | 1968; альбом The Beatles (The Beatles) | 2:54         |
| 10. | «Don’t Let Me Down»           | Леннон — Маккартни                    | 1969; би-сайд сингла «Get Back» (The Beatles)                                                                                                 | 3:34         |
| 11. | «Give Peace a Chance»         |                                       | 1969; сингл. Первоначально авторство было указано как "Леннон — Маккартни", но в 1990-х по решению Йоко Оно автором был указан только Леннон. | 4:53         |
| 12. | «How?»                        |                                       | 1971; альбом Imagine | 3:41         |
| 13. | «Imagine (Rehearsal)»         |                                       | 1-минутная демозапись для сессионных музыкантов                                                                                               | 1:25         |
| 14. | «God»                         |                                       | 1970; альбом John Lennon/Plastic Ono Band | 4:09         |
| 15. | «Mother»                      |                                       | 1972; концертное исполнение; выпущено на альбоме 1986 года Live in New York City                                                              | 4:45         |
| 16. | «Stand by Me»                 | Бен Кинг, Джерри Лейбер, Майк Столлер | 1975; альбом Rock ’n’ Roll | 3:28         |
| 17. | «Jealous Guy»                 |                                       | 1971; альбом Imagine | 4:14         |
| 18. | «Woman»                       |                                       | 1980; альбом Double Fantasy | 3:33         |
| 19. | «Beautiful Boy (Darling Boy)» |                                       | 1980; альбом Double Fantasy | 4:05         |
| 20. | «(Just Like) Starting Over»   |                                       | 1980; альбом Double Fantasy | 3:59         |
| 21. | «Imagine»                     |                                       | 1971; альбом Imagine | 3:02         |

## Другие песни, звучащие в фильме
Автор всех песен — Джон Леннон, кроме указанных особо.
| №   | Название                        | Автор(ы)           | Дата и выпуск, на котором первоначально выпущена песня                                                           | Длительность |
| --- | ------------------------------- | ------------------ | --- | ------------ |
| 1.  | «Be-Bop-A-Lula»                 |                    | 1975; альбом Rock ’n’ Roll                                                                                       |              |
| 2.  | «Rip It Up»/«Ready Teddy»       |                    | 1975; альбом Rock ’n’ Roll                                                                                       |              |
| 3.  | «Some Other Guy»                |                    | Во время выпуска фильма трек ещё не был официально выпущен; позднее, в 1994, выпущен на альбоме Live at the BBC  |              |
| 4.  | «Love Me Do»                    | Леннон — Маккартни | 1962; первый сингл The Beatles                                                                                   |              |
| 5.  | «From Me to You»                |                    | 1963; третий сингл The Beatles                                                                                   |              |
| 6.  | «Lucy in the Sky with Diamonds» |                    | 1967; альбом Sgt. Pepper's Lonely Hearts Club Band (The Beatles)                                                 |              |
| 7.  | «Oh Yoko!»                      |                    | 1971; альбом Imagine                                                                                             |              |
| 8.  | «How Do You Sleep?»             |                    | 1971; альбом Imagine                                                                                             |              |
| 9.  | «Everybody Had a Hard Year»     |                    | ранняя и официально неизданная версия песни, позднее вошедшей как часть в песню The Beatles «I've Got a Feeling» |              |
| 10. | «I've Got a Feeling»            | Леннон — Маккартни | 1970; альбом Let It Be (The Beatles)                                                                             |              |
| 11. | «Across the Universe»           | Леннон — Маккартни | 1970; альбом Let It Be (The Beatles)                                                                             |              |
| 12. | «Come Together»                 | Леннон — Маккартни | 1972; концертное исполнение; впервые выпущено на альбоме 1986 года Live in New York City                         |              |
| 13. | «Hold On»                       |                    | 1970; альбом John Lennon/Plastic Ono Band                                                                        |              |
| 14. | «All You Need Is Love»          | Леннон — Маккартни | 1967; сингл (The Beatles)                                                                                        |              |